# Isosaari (ö i Finland, Lappland, Norra Lappland, lat 69,38, long 28,67)
Isosaari, nordsamiska: Stuorrâsuálui, skoltsamiska: Jõnnsuâl, Jõnnsuâl,, är en ö i Finland. Den ligger i sjön Suolisjärvi och i kommunen Enare i den ekonomiska regionen Norra Lappland och landskapet Lappland, i den norra delen av landet, 1 000 km norr om huvudstaden Helsingfors. Öns area är 38,6 hektar och dess största längd är 1,1 kilometer i nord-sydlig riktning.